# گاگیک ملیکیان
گاگیک واغیناکی ملیکیان (ارمنی: Գագիկ Վաղինակի Մելիքյան؛ زادهٔ ۱ ژانویهٔ ۱۹۶۰) یک سیاستمدار اهل ارمنستان است که از تاریخ ۱۹۹۹ تا تاریخ ؟؟ سمت نمایندگی دوره‌های دوم تا پنجم مجلس ملی جمهوری ارمنستان را برعهده داشت.

## زندگی‌نامه
در ۱ ژانویه ۱۹۶۰ در برد (ارمنستان) به دنیا آمد .